# Агнищевский сельсовет
Агнищевский сельсовет — упразднённая административно-территориальная единица, существовавшая на территории Московской губернии и Московской области в 1926—1954 годах.
Агнищевский сельсовет был образован в 1926 году в составе Раменской волости Волоколамского уезда Московской губернии путём выделения из Кульпинского с/с.
По данным 1926 года в состав сельсовета входили 2 населённых пункта — Агнищево и Горсткино.
В 1929 году Агнищевский с/с был отнесён к Лотошинскому району Московского округа Московской области.
20 марта 1951 года из упразднённого Лотошинского с/с в Агнищевский было передано селение Издетель.
14 июня 1954 года Агнищевский с/с был упразднён, а его территория была объединена с территорией Орешковского с/с в новый Ушаковский с/с.